# Villa Vettori

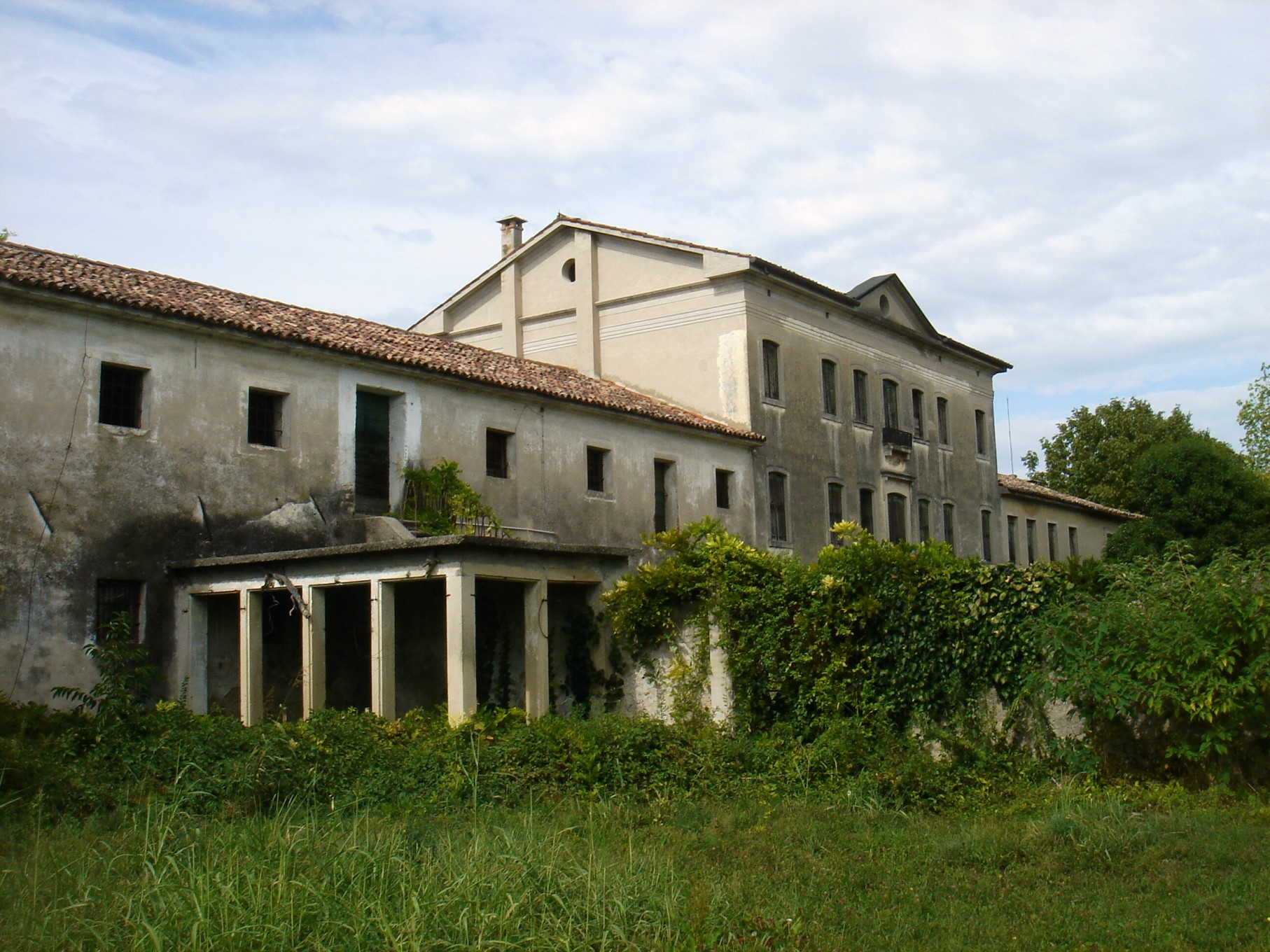
Villa Vettori

Villa Vettori è una villa veneta di San Vendemiano, ubicata nella frazione di Zoppè.

## Storia
Villa Vettori fu edificata presumibilmente nella seconda metà del XIX secolo, dimora di campagna della famiglia locale dei Vettori.
Nella seconda metà del XX secolo il complesso ha iniziato un periodo di decadenza che lo vede coinvolto anche oggi. All'abbandono dell'edificio, è subentrato lo smembramento del vasto parco che lo circondava, dovuto ad una serie di cambiamenti che hanno modificato pesantemente e in maniera irreversibile l'assetto dell'area: a sud-est della villa, nell'area costituita dal particolare paesaggio naturale dei palù, si è sviluppata una vasta zona industriale, adiacente al cortile della villa; ad ovest la piccola parte superstite del parco è stata divisa dall'edificio dal nuovo tracciato di via Calmaor; a nord, sul fianco sinistro della villa, dal 2009 passa l'ultimo tratto dell'autostrada A28.

## Descrizione
La villa consta di tre parti principali simmetriche e sviluppate in lunghezza lungo l'attuale via Calmaor: al centro l'edificio padronale di tre piani e, adiacenti ai lati, le tradizionali barchesse di due piani.
La forometria delle tre parti evidenzia i livelli di cui essi si compongono, per mezzo di tutte monofore di forma quadrangolare.
L'edificio padronale, con le due facciate identiche, si distingue per essere coronato da timpano e per la presenza centralmente ai due piani nobili di un'apertura con parapetto metallico, con eleganti elementi scultorei.
Sul lato sinistro del cortile della villa sopravvivono un vecchio muro e un annesso minore, in stato di degrado; davanti alla barchessa di destra è presente un edificio di moderna edilizia abitativa, che compromette la forma originaria della villa.

## Galleria d'immagini

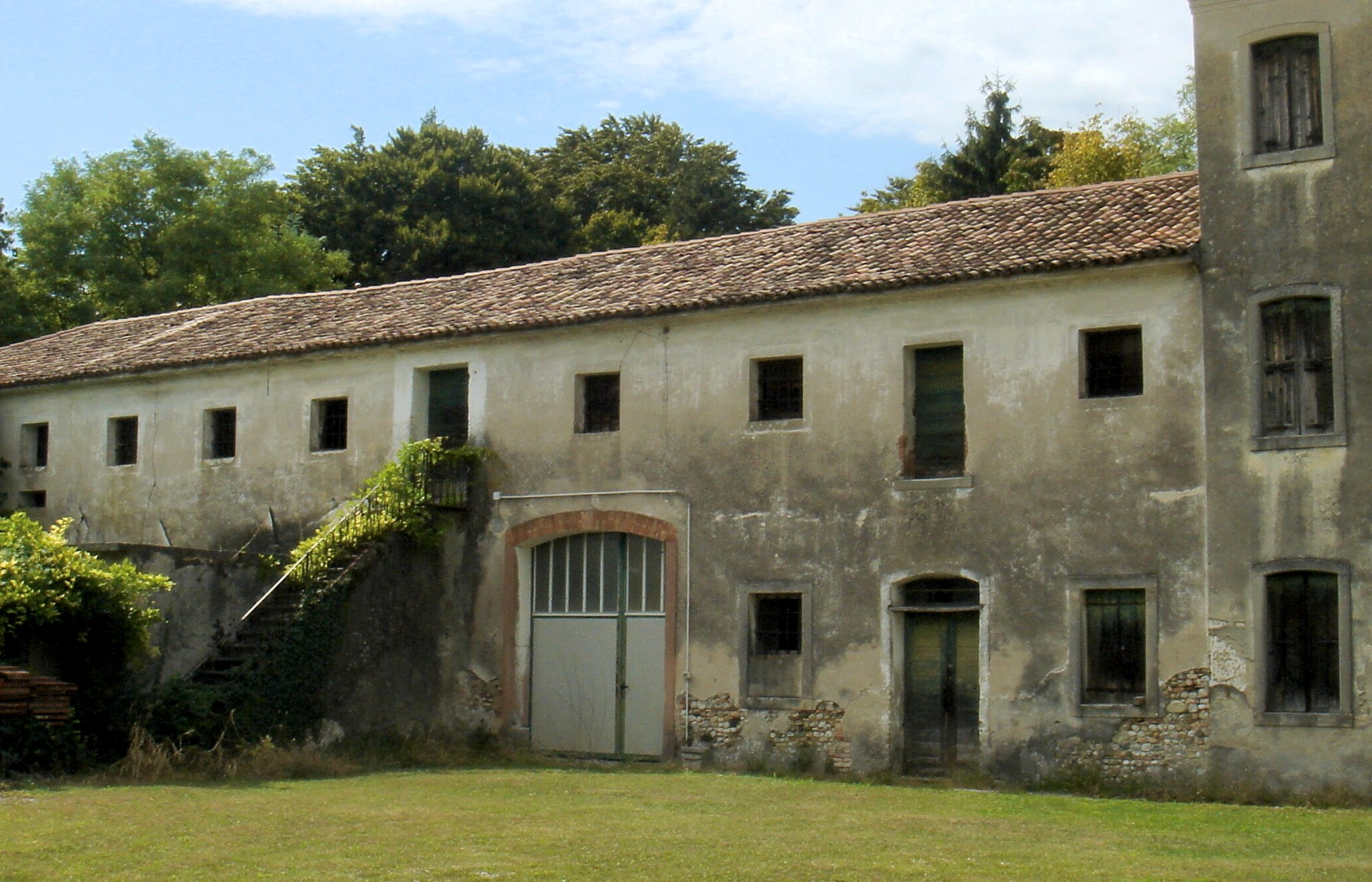
La barchessa di sinistra
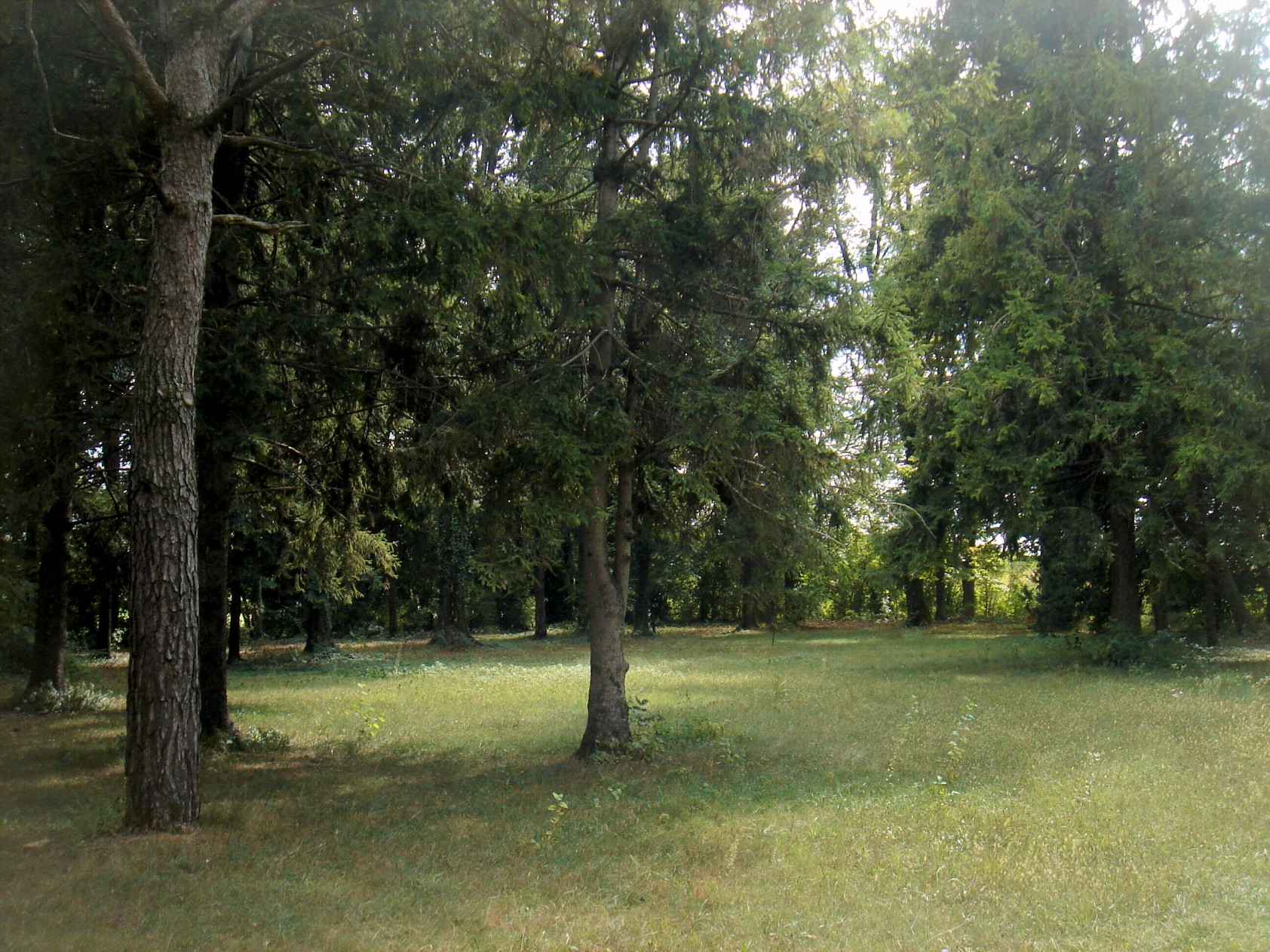
Parte superstite del parco
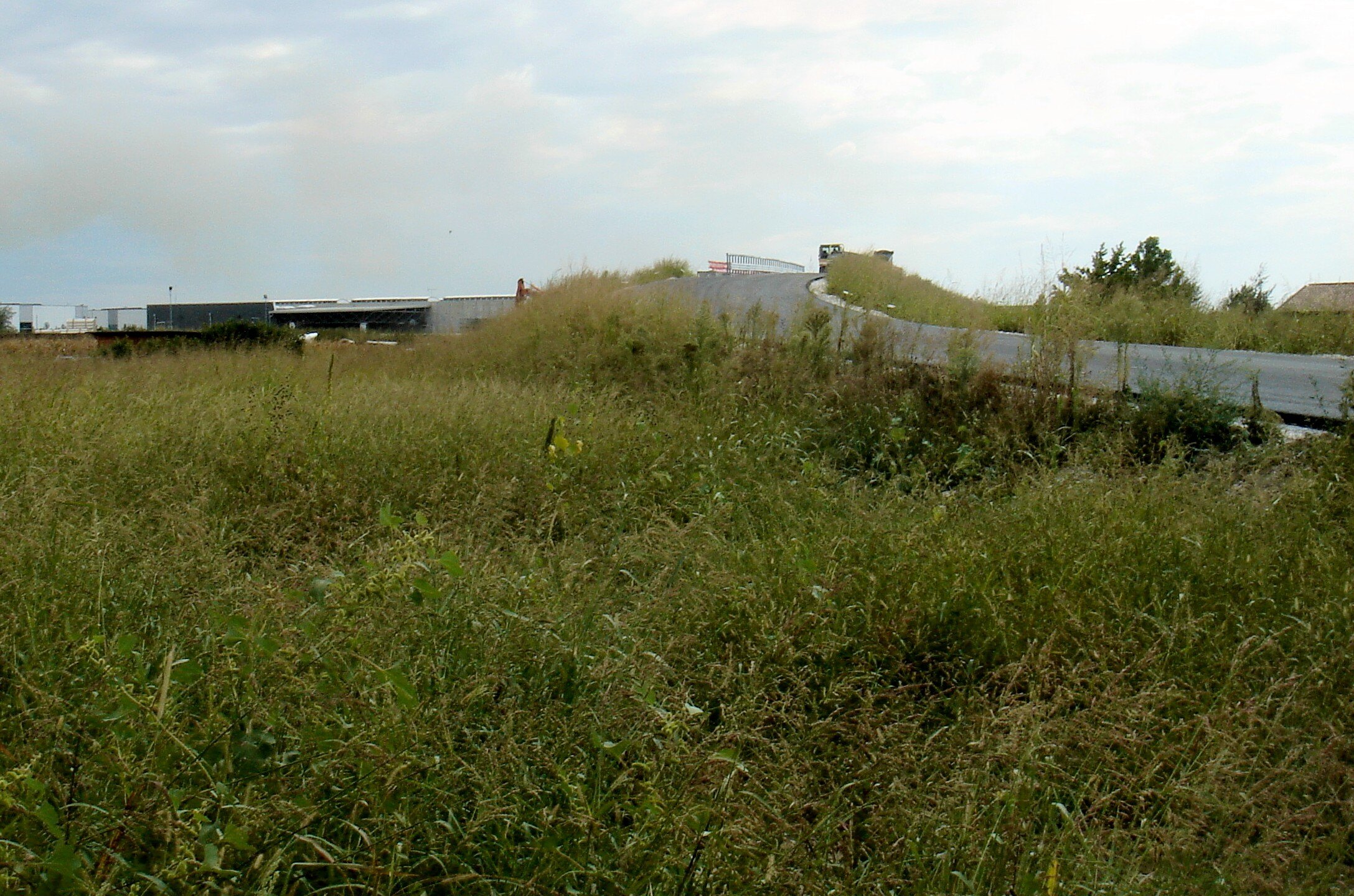
Ex area del parco, ora autostrada e zona industriale